# 斯韋阿蘭

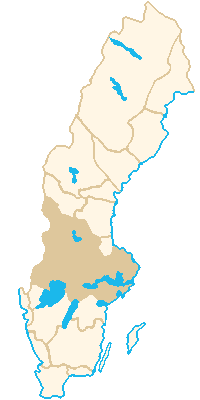
斯韋阿蘭位置圖

斯韋阿蘭（瑞典語：Svealand，瑞典語發音：[ˈsvêːaˌland] ⓘ）是瑞典歷史發展的核心地區，位於瑞典中南部。它北臨諾爾蘭，而南邊與約塔蘭被森林分隔。
歷史上，住在斯韋阿蘭的原住民被稱為「斯韋阿人」（Svear）。瑞典的國名（現今串法為）本意為「斯韋阿人的王國」，後來瑞典領土擴張後，就另以「斯韋阿蘭」來稱呼其最先的區域。

## 地理

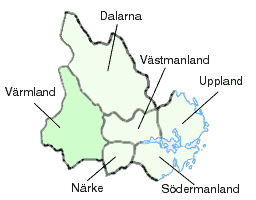
斯韋阿蘭的舊省。其中深綠色的威姆蘭於19世紀前原屬約塔蘭。

斯韋阿蘭佔地91,098平方公里，是三個地區之中最小的。
斯韋阿蘭由6個舊省組成，包括：達拉納、內爾徹、南曼蘭、烏普蘭、韋姆蘭和西曼蘭。耶斯特里克蘭和奧蘭島也曾經屬於斯韋阿蘭，但前者現在屬於諾爾蘭，而後者在1809年割讓予俄國，現為芬蘭領土。
瑞典首都斯德哥爾摩也屬於斯韋阿蘭，同時坐落於烏普蘭和南曼蘭。斯德哥爾摩老城的西長街有塊邊界石，就是這兩個舊省的分界線。
在中世紀之先，耶斯特里克蘭為組成烏普蘭的Tiundaland的一部分，故被視為斯韋阿蘭的一部分。

## 歷史
斯韋阿蘭是瑞典的發源地，也是其國名的語源。此說建基於中世紀早期文獻（如薩迦），受到一些語言學家支持。在古北歐語，斯韋阿蘭和瑞典是同義的，而約塔蘭則是另一個國家。
- 在《Sögubrot af Nokkrum （页面存档备份，存于）》中，位於斯韋阿蘭和東約特蘭之間的Kolmården森林，被形容為瑞典和東約特蘭之間的分界。
- 在《Hervarar saga》，國王英格一世穿越東約特蘭，馳騁往瑞典。。
- 擁有瑞典過半國土的保·榮松可能是最熟悉瑞典地理的人了，他在遺囑寫道，王國由瑞典、埃斯特拉蘭和約塔蘭組成。
- 《Þiðrekssaga （页面存档备份，存于）》的15世紀瑞典文版寫道，原為斯韋阿蘭和約塔蘭的名字。（wilcina land som nw är kalladh swerige oc götaland）

斯韋阿蘭的國王在12世紀發動了十字軍東征，征服了埃斯特拉蘭的土地，即芬蘭。
在19世紀初，威姆蘭隸屬於斯韋阿法院。雖然威姆蘭在歷史上隸屬於約塔蘭，但其文化上被是為斯韋阿蘭的一部分。